# 帕特里克·格勒茨基
帕特里克·格勒茨基（德語：Patrick Groetzki，1989年7月4日—），德国男子手球运动员。他曾代表德国国家队参加2016年夏季奥林匹克运动会男子手球比赛，获得一枚铜牌。